# Александров, Николай Николаевич
Никола́й Никола́евич Алекса́ндров (1917—1981) — советский хирург, организатор здравоохранения, член-корреспондент АМН СССР, профессор.
Председатель Белорусского республиканского научного общества онкологов, член правлений Всесоюзных научных обществ онкологов, рентгенологов и радиологов, член научного совета по проблеме «Злокачественные новообразования» при президиуме АМН СССР. Герой Социалистического Труда (1977).

## Биография

Могила Александрова на Восточном кладбище Минска.

Родился 29 мая (11 июня) 1917 года в городе Брянске в семье учителей. Окончив в 1935 году среднюю школу в городе Орле, по комсомольскому призыву поступил в Военно-Медицинскую Академию (ВМА) имени С. М. Кирова в городе Ленинграде.
В Красной Армии с 1935 года. В годы учёбы в ВМА в качестве полкового врача принимал участие в оказании первой медицинской помощи раненым во время советско-финляндской войны 1939—1940 годов. За мужество и героизм был награждён орденом Красного Знамени, который вручил ему в Московском Кремле «всесоюзный староста» М. И. Калинин. Член ВКП(б)/КПСС с 1939 года.
После окончания с отличием в 1940 году ВМА, Н. Н. Александров был оставлен в академии в качестве адъюнкта кафедры факультетской хирургии, возглавляемой профессором В. Н. Шамовым.
В годы Великой Отечественной войны Николай Александров находился в действующей армии, в войсках Ленинградского и 1-го Украинского фронтов, пройдя путь от хирурга и командира 107-го медико-санитарного батальона, дивизионного врача 56-й стрелковой дивизии, старшего специалиста хирургической группы усиления ОРМУ 55-й армии, старшего хирурга и начальника хирургического полевого подвижного госпиталя, до начальника Гарнизонного госпиталя в Австрии (город Вена).
За самоотверженную работу, спасшую жизни многих бойцов и командиров Красной Армии, Н. Н. Александров был награждён вторым орденом Красного Знамени, орденами Отечественной войны 1-й степени и Красной Звезды.
В 1946 году вернулся на кафедру факультетской хирургии ВМА, окончив в том же году адъюнктуру, а затем работал старшим научным сотрудником и преподавателем кафедры факультетской хирургии ВМА.
В 1951 году Н. Н. Александров в течение полугода в условиях военных действий в Корейской Народной Демократической Республики (КНДР) руководил нейрохирургами, активно внедряя в практику разрабатываемый им метод использования антибиотиков при ранениях головного мозга с целью профилактики и лечения осложнений. Изучение данного метода было успешно завершено в условиях факультетской хирургии в ВМА имени С. М. Кирова, а полученные результаты обобщены в докторской диссертации (1954 год) и в монографии «Пенициллиновая эпилепсия и выбор способа применения антибиотиков при открытых повреждениях черепа» (1966 год). За этот период Н. Н. Александров был награждён третьим орденом Красного Знамени, вторым орденом Красной Звезды и орденом Свободы и независимости КНДР.
В 1956 году Н. Н. Александров был награждён четвёртым орденом Красного Знамени. Под его руководством в 1955—1960 годах было выполнено и защищено семь кандидатских диссертаций по вопросам лечения огнестрельных ранений у поражённых ионизирующей радиацией.
С 1960 года Н. Н. Александров, прослуживший в армии 25 лет, после увольнения в запас по состоянию здоровья, был направлен Министерством здравоохранения СССР в столицу Беларуси город Минск, где возглавил вновь созданный Научно-исследовательский институт онкологии и медицинской радиологии Министерства здравоохранения Белорусской ССР, одновременно он был избран заведующим кафедрой онкологии и медицинской радиологии Белорусского института усовершенствования врачей. Под руководством Н. Н. Александрова под Минском был выстроен научный городок института онкологии.
Будучи главным онкологом Министерства здравоохранения БССР, Н. Н. Александров проводил большую работу по укреплению и совершенствованию организации онкологической службы в республике. В 1962 году ему было присвоено звание профессора. В 1974 году он избран членом-корреспондентом АМН СССР.
Своим опытом по организации онкологической помощи в Беларуси Николай Николаевич делился на различных республиканских медицинских форумах, на заседаниях, проводимых с участием социалистических стран, в период командировок в США, ГДР, Австрию, Швейцарию, Нидерланды. С 1974 года он являлся экспертом ВОЗ по вопросам международной кооперации противораковых исследований. Этот опыт работы нашёл отражение в монографии 1980 года «Противораковая борьба в странах-членах СЭВ», в написании которой Николай Николаевич принимал участие.
Выдающийся учёный жил в городе-герое Минске. Скончался 7 октября 1981 года. Похоронен в Минске на Восточном кладбище (участок № 26).

## Награды
- Указом Президиума Верховного Совета СССР от 2 февраля 1977 года за выдающиеся достижения и внесенный большой вклад в дело развития медицинской науки Александрову Николаю Николаевичу присвоено звание Героя Социалистического Труда с вручением ордена Ленина и золотой медали «Серп и Молот».
- Орден Ленина (1977), четыре ордена Красного Знамени, два ордена Красной Звезды, орден Отечественной войны 1-й степени и орден Октябрьской Революции (1971).
- Награждён многими медалями.
- Удостоен Почётных грамот Верховного Совета Белорусской ССР (1967, 1972).

## Память
Николай Николаевич Александров опубликовал свыше 240 научных работ, в том числе 7 монографий.
В 1984 году на фасаде здания главного административного корпуса института, который Н. Н. Александров возглавлял более двадцати лет, торжественно открыта мемориальная доска, а в 1997 году Научно-исследовательскому институту онкологии и медицинской радиологии Министерства здравоохранения Республики Беларусь (ныне ГУ «Республиканский научно-практический центр онкологии и медицинской радиологии») присвоено имя его основателя и первого директора Героя Социалистического Труда Н. Н. Александрова.
В 2008 году именем Н. Н. Александрова названа улица микрорайона «Зелёный Бор» в пос. Лесной (Боровлянский сельсовет Минского района, Беларусь), где расположен РНПЦ онкологии и медицинской радиологии, возглавлявшийся Александровым.
Н. Н. Александров является прототипом профессора Николая Александровича Вересова в романе Михаила Герчика «Обретение надежды».